# BP-5002
La carretera BP-5002 es una carretera intercomarcal, dependiente de la Diputación de Barcelona, que va desde Granollers a El Masnou, en sentido sudeste, y de El Masnou a Granollers, en sentido noroeste, y que une los municipios de Granollers, Vilanova del Vallés, Vallromanes, Alella y El Masnou desde el interior, en la capital de la comarca del Vallés Oriental, hasta el Mar Mediterráneo, en la comarca del Maresme, en Cataluña (España).
Desde la carretera se puede enlazar con la autopista AP-7 que va desde Algeciras a La Junquera, a la altura de Vilanova del Vallés casi al límite con Granollers, y también con la autopista C-32, que va desde Vendrell a Palafolls, a la altura de Alella casi al límite con El Masnou.
También enlaza en la salida sur de Granollers con la carretera C-35 que pasa por el Circuito de Cataluña y que enlaza, posteriormente, con la autovía C-17 para ir en dirección a Vich o en dirección a Barcelona. A la altura de Vilanova del Vallés es atravesada por la BV-5001, llamada también Carretera de la Roca, y que une los municipios de Santa Coloma de Gramanet y La Roca del Vallés.
Cuando la carretera atraviesa el municipio de El Masnou va a morir en la N-2, la cual une los municipios de Madrid y de La Junquera.